# Alison Mosshart
Alison Nicole Mosshart (Vero Beach, 23 novembre 1978) è una cantante e chitarrista statunitense, conosciuta come cantante della band indie rock The Kills.
Ha iniziato la sua carriera musicale nel 1995 con il gruppo Discount, scioltosi nel 2000. Subito dopo fondò, assieme al chitarrista Jamie Hince la band The Kills. Nel 2009 insieme a Jack White, Jack Lawrence e Dean Fertita, fa parte del gruppo The Dead Weather.
Nel 2006 ha collaborato con la band inglese Placebo per la title track di Meds.
Ha cantato in due tracce dell'album Riot City Blues dei Primal Scream, oltre alla traccia It's just forever del terzo album dei Cage the elephant. Nel 2017 registra le voci di sottofondo per il brano The Sky Is a Neighborhood dei Foo Fighters, incluso nell'album Concrete and Gold dello stesso anno. 
Nel 2017, collabora con la band metal svedese Ghost per la realizzazione di una versione alternativa del singolo "He Is".

## Discografia

### Discount

#### Album in studio
- Ataxia's Alright Tonight (1996)
- Half Fiction (1997)
- Crash Diagnostic (2000)

### The Kills

#### Album in studio
- Keep on Your Mean Side (2003)
- No Wow (2005)
- Midnight Boom (2008)
- Blood Pressures (2011)
- Ash & Ice (2016)
- God Games (2023)

#### Live
- Live at Third Man Records (2013)
- Live at Electric Lady Studios (2018)

#### Raccolte
- Little Bastards (2020)

#### EP
- Black Rooster EP (2002)
- Fried My Little Brains (2003)
- Run Home Slow (2005)
- The Last Goodbye (2011)
- Echo Home Non-Electric EP (2017)

### The Dead Weather

#### Album in studio
- Horehound (2009)
- Sea of Cowards (2010)
- Dodge and Burn (2015)

#### EP
- Live at Third Man Records West (2009, live)